# 格奥尔基·扎哈罗夫
格奥尔基·涅菲奥多维奇·扎哈罗夫（俄语：Гео́ргий Нефёдович Заха́ров, 1908年4月24日—1996年1月6日）苏联战斗机飞行员和军事领导人，苏联英雄（1945 年）。航空少将（1940 年）。

## 生平
出生于一个农民家庭,12岁时父母去世。他在农民经济中工作，当过工人。 1925年当选为农村农民委员会主席。 1927年，他进入梁赞诺沃农业技术学校，并于1930年毕业。
1930年，他应征入伍。 1933年毕业于斯大林格勒第七军事飞行员学校。他曾在帕维尔·雷恰戈夫中队服役，成为特技飞行大师。
1936年10月至1937年4月，他以笔名"恩里科·洛雷斯"参加了西班牙内战，在雷恰戈夫空军大队中驾驶伊-15戰鬥機。从西班牙回国后，从1937年6月到11月，他担任第109航空中队的支队指挥官。
1937年11月至1938年10月，他在中国进行政府公务旅行。在那里，他参加了中国抗日战争，据许多出版物称，他击落了两架日本飞机，训练了中国飞行员，并从中亚机场驾驶苏联战斗机飞往中国。在前往苏联的渡轮途中，一名被俘的日本战斗机差点在飞机失事中丧生，但他的手臂骨折，他逃脱了。 1938年底，奉苏联国防人民委员克利缅特·伏罗希洛夫即从中尉晋升为上校。
1938年11月至1940年11月任西伯利亚军区空军司令。同时，1939年至1940年，他在红军总参谋学院完成了为期六个月的课程。随着苏联引入将军军衔，根据苏联人民委员会1940年6月4日的法令，扎哈罗夫被授予航空少将称号。1940年11月，任西部特别军区空军第43战斗机航空师（1941年8月—第43混成航空师）师长。
1941年6月18日，他接到一项特殊任务：在苏德边境的另一边进行侦察飞行。他驾驶一架玻-2从南向北飞行约400公里，飞越德国边境地区部分地区。他发现“德国军队空前集中”。他在报告中写道：“国家边界以西地区挤满了部队……伪装不良或没有伪装的坦克、装甲车和火炮……摩托车手和汽车，显然是工作人员的汽车，在道路上行驶”
1941年10月初，他接到命令，将其空军师迁至格扎茨克市的一个机场。考虑到该机场在技术上不适合使用，并且考虑到敌军前进部队的距离很近，违反命令，他将该师转移到东部:莫扎伊斯克-庫賓卡地区。当上级指责他不服从命令和怯懦时，札哈罗夫设法证明了自己行为的正确性。然而，他被解除了该师的指挥职务，并被派往后方。
1941年10月至1942年4月乌兰乌德战斗机飞行员军事学校校长。 1942年4月至1943年2月，他担任塔什干射击轰炸机学校的校长。
从1943年3月起直至胜利担任西线和白俄罗斯第3战线第1航空军第303战斗机航空师师长。
战后他继续在空军服役。 1945年7月起任第1近卫战斗机航空军司令。自1947年1月起，担任加加林空军学院混合训练空军师的指挥官。 1947年7月至1948年12月任喀尔巴阡军区第14航空军副军长，后公派学习。
1950年毕业于苏联总参谋部军事学院。 1950年12月起任白俄罗斯军区第26航空军作战部队助理司令员，1951年9月起任白俄罗斯边境地区部队司令员——第26航空军副司令员。 1952年6月起任远东军区第29航空军助理司令员。 1956年6月起任沃罗涅日军区空军助理司令，1959年8月起任该区空军副司令，兼任作战训练和大学部部长。 1960年10月被解雇。
作为人民陪审员，扎哈罗夫参与了对鲍尔斯的审判。